# 26. Szaturnusz-gála
A 26. Szaturnusz-gála az 1999-es év legjobb filmes és televíziós sci-fi, horror és fantasy alakításait értékelte. A díjátadót 2000. június 6-án tartották Kaliforniában.

## Győztesek és jelöltek
Forrás:

### Film
| Legjobb férfi főszereplő | Legjobb női főszereplő |
| --- | --- |
| - Tim Allen - Galaxy Quest – Galaktitkos küldetés (Jason Nesmith) - Johnny Depp - Az Álmosvölgy legendája (Ichabod Crane) - Brendan Fraser - A múmia (Rick O'Connell) - Liam Neeson - Star Wars I. rész – Baljós árnyak (Qui-Gon Jinn) - Keanu Reeves - Mátrix (Neo) - Bruce Willis - Hatodik érzék (Dr. Malcolm Crowe)                                             | - Christina Ricci - Az Álmosvölgy legendája (Katrina Van Tassel) - Heather Graham - KicsiKÉM – Austin Powers 2. (Felicity Shagwell) - Catherine Keener - A John Malkovich menet (Maxine Lund) - Carrie-Anne Moss - Mátrix (Trinity) - Sigourney Weaver - Galaxy Quest – Galaktitkos küldetés (Gwen DeMarco) - Rachel Weisz - A múmia (Evelyn Carnahan)    |
| Legjobb férfi mellékszereplő | Legjobb női mellékszereplő |
| - Michael Clarke Duncan - Halálsoron (John Coffey) - Laurence Fishburne - Mátrix (Morpheus) - Jude Law - A tehetséges Mr. Ripley (Dickie Greenleaf) - Ewan McGregor - Star Wars I. rész – Baljós árnyak (Obi-Wan Kenobi) - Alan Rickman - Galaxy Quest – Galaktitkos küldetés (Alexander Dane) - Christopher Walken - Az Álmosvölgy legendája (A fej nélküli lovas) | - Patricia Clarkson - Halálsoron (Melinda Moores) - Pernilla August - Star Wars I. rész – Baljós árnyak (Shmi Skywalker) - Joan Cusack - A szomszéd (Cheryl Lang/Fenimore) - Geena Davis - Stuart Little, kisegér (Eleanor Little) - Miranda Richardson - Az Álmosvölgy legendája (Lady Mary Van Tassel) - Sissy Spacek - Csapás a múltból (Helen Webber) |
| Legjobb fiatal színész | Legjobb rendező |
| - Haley Joel Osment - Hatodik érzék (Cole Sear) - Emily Bergl - Düh: Carrie 2 (Rachel Lang) - Jake Lloyd - Star Wars I. rész – Baljós árnyak (Anakin Skywalker) - Justin Long - Galaxy Quest – Galaktitkos küldetés (Brandon) - Natalie Portman - Star Wars I. rész – Baljós árnyak (Padmé Amidala) - Devon Sawa - Kéz őrület! (Anton Tobias)                       | - Wachowski testvérek - Mátrix - Tim Burton - Az Álmosvölgy legendája - Frank Darabont - Halálsoron - George Lucas - Star Wars I. rész – Baljós árnyak - Dean Parisot - Galaxy Quest – Galaktitkos küldetés - Stephen Sommers - A múmia |
| Legjobb forgatókönyv | Legjobb jelmez |
| - Charlie Kaufman - A John Malkovich menet - Ehren Kruger - A szomszéd - M. Night Shyamalan - Hatodik érzék - Stephen Sommers - A múmia - Wachowski testvérek - Mátrix - Andrew Kevin Walker - Az Álmosvölgy legendája | - Trisha Biggar - Star Wars I. rész – Baljós árnyak - Colleen Atwood - Az Álmosvölgy legendája - Kym Barrett - Mátrix - John Bloomfield - A múmia - Marilyn Vance - Mystery Men – Különleges hősök - Albert Wolsky - Galaxy Quest – Galaktitkos küldetés                                                                                                  |
| Legjobb különleges effektek | Legjobb filmzene |
| - Star Wars I. rész – Baljós árnyak - Galaxy Quest – Galaktitkos küldetés - Mátrix - A múmia - Az Álmosvölgy legendája - Stuart Little, kisegér | - Danny Elfman - Az Álmosvölgy legendája - Jerry Goldsmith - A múmia - David Newman - Galaxy Quest – Galaktitkos küldetés - Randy Newman - Toy Story – Játékháború 2. - Thomas Newman - Halálsoron - Michael Nyman, Damon Albarn - Farkaséhség |
| Legjobb fantasyfilm | Legjobb horrorfilm |
| - A John Malkovich menet - KicsiKÉM – Austin Powers 2. - A múmia - Stuart Little, kisegér - Tarzan - Toy Story – Játékháború 2. | - Hatodik érzék - Ideglelés - Farkaséhség - Az Álmosvölgy legendája - Stigmata - Bosszúból jeles |
| Legjobb sci-fi-film | Legjobb akciófilm, kalandfilm vagy filmthriller |
| - Mátrix - EXistenZ – Az élet játék - Galaxy Quest – Galaktitkos küldetés - Pitch Black – 22 évente sötétség - Star Wars I. rész – Baljós árnyak - A 13. emelet | - Halálsoron - A szomszéd - Októberi égbolt - Visszavágó - A tehetséges Mr. Ripley - A világ nem elég |
| Legjobb smink | Legjobb házimozis megjelenés |
| - A múmia - Galaxy Quest – Galaktitkos küldetés - Mátrix - Farkaséhség - Az Álmosvölgy legendája - Star Wars I. rész – Baljós árnyak | - Free Enterprise - Alkonyattól pirkadatig 3. – A hóhér lánya - Szuper haver - A Stendhal szindróma - Trekkerek |

### Televízió

#### Műsorok
| Legjobb televíziós sorozat | Legjobb kábeltelevíziós sorozat |
| --- | --- |
| - Vissza a jelenbe (CBS) - Angel (The WB) - Buffy, a vámpírok réme (The WB) - Roswell (The WB) - Seven Days – Az időkapu (UPN) - X-akták (Fox)                                    | - Csillagkapu (Showtime) - Amazon – Az őserdő foglyai (Syndicated) - Csillagközi szökevények (SyFy) - Angyal kontra démon (Syndicated) - Végtelen határok (Showtime) - Star Trek: Deep Space Nine (Syndicated) |
| Legjobb televíziós műsor | |
| - Az évszázad vihara (ABC) - Állatfarm (TNT) - Karácsonyi ének (TNT) - Utazás a Föld középpontja felé (USA Network) - A koboldok varázslatos legendája (NBC) - Veszélylesők (TBS) | |

#### Színészek
| Legjobb televíziós színész | Legjobb televíziós színésznő |
| --- | --- |
| - David Boreanaz - Angel (The WB) (Angel) - Richard Dean Anderson - Csillagkapu (Showtime) (Jack O'Neill) - Jason Behr - Roswell (The WB) (Max Evans) - Ben Browder - Csillagközi szökevények (SyFy) (John Crichton) - Eric Close - Vissza a jelenbe (CBS) (Michael Wiseman) - Patrick Stewart - Karácsonyi ének (TNT) (Ebenezer Scrooge)                                                | - Margaret Colin - Vissza a jelenbe (CBS) (Lisa Wiseman) - Gillian Anderson - X-akták (Fox) (D0ana Scully)) - Claudia Black - Csillagközi szökevények (SyFy) (Aeryn Sun) - Shannen Doherty - Bűbájos boszorkák (The WB) (Prue Halliwell) - Sarah Michelle Gellar - Buffy, a vámpírok réme (The WB) (Buffy Summers) - Kate Mulgrew - Star Trek: Voyager (UPN) (Kathryn Janeway) |
| Legjobb televíziós férfi mellékszereplő | Legjobb televíziós női mellékszereplő |
| - Dennis Haysbert - Vissza a jelenbe (CBS) (Theodore Morris) - Nicholas Brendon - Buffy, a vámpírok réme (The WB) (Xander Harris) - Colm Feore - Az évszázad vihara (ABC) (Andre Linoge) - Jeremy London - Utazás a Föld középpontja felé (USA Network) (Jonas Lytton) - James Marsters - Buffy, a vámpírok réme (The WB) (Spike) - Robert Picardo - Star Trek: Voyager (UPN) (A doktor) | - Justina Vail - Seven Days – Az időkapu (UPN) (Olga Vukavitch) - Charisma Carpenter - Angel (The WB) (Cordelia Chase) - Virginia Hey - Csillagközi szökevények (SyFy) (Pa'u Zotoh Zhaan) - Heather Matarazzo - Vissza a jelenbe (CBS) (Heather Wiseman) - Jeri Ryan - Star Trek: Voyager (UPN) (Hét Kilenced) - Amanda Tapping - Csillagkapu (Showtime) (Samantha Carter)     |

### Különdíj
- George Pal Memorial Award: Douglas Wick
- Életműdíj: Dick Van Dyke, George Barris
- President's Award: Richard Donner
- Special Award: Jeff Walker

## Fordítás
- Ez a szócikk részben vagy egészben  a(z)   26th Saturn Awards című angol Wikipédia-szócikk fordításán alapul.  Az eredeti cikk szerkesztőit annak laptörténete sorolja fel. Ez a jelzés csupán a megfogalmazás eredetét és a szerzői jogokat jelzi, nem szolgál a cikkben szereplő információk forrásmegjelöléseként.